# 卡约·蓬普蒂斯
卡约·罗德里格斯·蓬普蒂斯（葡萄牙語：Caio Rodrigues Pumputis，1999年1月8日—），巴西男子游泳运动员，2019年泛美运动会男子200米个人混合泳银牌得主、2024年世界短池锦标赛男子100米个人混合泳铜牌得主。